# ازدواج همجنس در مکزیکو سیتی
قانون از
دواج همجنس در مکزیکو سیتی از ۲۱ دسامبر ۲۰۰۹ تصو9

یب و از ۴ مارس ۲۰۱۰ اجرا شد. مکزیکو سیتی نخستین شهر در آمریکای لاتین بود که ازدواج همجنس را قانونی اعلام کرد.

## تاریخچه

### اتحاد مدنی
مجلس قانونگذاری مکزیکو سیتی در ۹ نوامبر ۲۰۰۶ با ۴۳ رأی موافق و ۱۷ رأی مخالف، اتحاد مدنی بین زوج‌های همجنس را قانونی اعلام کرد. این قانون از ۱۶ مارس ۲۰۰۷ اجرا شد.

### ازدواج و سرپرستی فرزند
مجلس قانونگذاری مکزیکو سیتی در ۲۱ دسامبر ۲۰۰۹ با رأی ۳۹ به ۲۰، ازدواج همجنس و با رأی ۳۱ به ۲۴ سرپرستی فرزند توسط همجنس‌گرایان را قانونی اعلام کرد. تا پیش از آن در قانون مدنی مکزیکو سیتی ازدواج تنها بین یک مرد و یک زن تعریف شده بود اما با تصویب این قانون ازدواج بین دو شخص تعریف شد. مکزیکو سیتی در آن زمان نخستین شهر در آمریکای لاتین بود که قانون ازدواج همجنس را تصویب کرد. قانون ازدواج همجنس‌گرایان در مکزیکو سیتی از ۴ مارس ۲۰۱۰ اجرا شد. این قانون برخی حقوق و مزایا از جمله امکان سرپرستی فرزند، دریافت وام بانکی مشترک، حق ارث و برخورداری از مزایای بیمهٔ همسر که زوج‌های همجنس از آنان محروم بودند را فراهم کرد.